# Masdevallia aptera
Masdevallia aptera là một loài thực vật có hoa trong họ Lan. Loài này được Luer & L.O'Shaughn. mô tả khoa học đầu tiên năm 2004.